# Maik Odenthal
Maik Odenthal (* 7. November 1992) ist ein deutscher Fußballspieler. Der Mittelfeldspieler spielt seit Sommer 2022 für den KFC Uerdingen.

## Karriere
In seiner Jugend spielte Odenthal für die SG Frimmersdorf-Neurath, beim 1. FC Grevenbroich-Süd, beim BV Wevelinghoven, beim SC Kapellen-Erft, beim Bedburger BV und für den Bonner SC. Mit der Bonner Jugend spielte er in der Saison 2010/11 in der A-Junioren-Bundesliga. Ab 2011 spielte Odenthal für die U-23-Reserve von Borussia Mönchengladbach. Obwohl er dort bald Stammkraft wurde, stand er nie im Profikader. Zur Saison 2014/15 wechselte der Mittelfeldspieler ablösefrei zum Drittligisten VfL Osnabrück. Er unterschrieb einen Zweijahresvertrag. In Osnabrück kommt Maik Odenthal sowohl für die Profis als auch für die in der Oberliga Niedersachsen spielende zweite Mannschaft zum Einsatz. Am 12. Mai 2016 wurde bekannt gegeben, dass Maik Odenthal Osnabrück zum Saisonende verlässt und zu Rot-Weiß Oberhausen wechselt. Nachdem er in der Saison 2016/17 bereits kurzzeitig aufgrund eines Muskelfasereinrisses ausfiel, fiel er kurz nach seiner Genesung ein knappes halbes Jahr aus, nachdem er sich im Training den Mittelfuß brach. Am 21. Mai 2018 gewann er mit RWO den Niederrheinpokal und qualifiziert sich dadurch für den DFB-Pokal. Dort verlor man in der 1. Runde mit 0:6 gegen den SV Sandhausen. Im Juni 2022 wurde dann seine Wechsel zum Oberligisten KFC Uerdingen 05 bekannt gegeben.

## Erfolge
- Niederrheinpokalsieger: 2018